# Christian Anton Philipp Knorr von Rosenroth
Christian Anton Philipp Knorr von Rosenroth (* 1653 in Glogau, Herzogtum Glogau (Schlesien); † 1721)  war ein deutscher Jurist und Dichter. Er hatte als Landesbestellter der Fürsten und Stände in Ober- und Niederschlesien parlamentarische Aufgaben inne. Er ist der Neffe des Universalgelehrten Christian Knorr von Rosenroth.
Der letzten Piastin Charlotte von Liegnitz-Brieg-Wohlau widmete er nach deren Tod 1707 eine Gedenk- und Ehrenschrift.